# Tintinnabularia
Tintinnabularia é um género botânico pertencente à família Apocynaceae.